# 川崎町立川崎中学校 (宮城県)
川崎町立川崎中学校（かわさきちょうりつ かわさきちゅうがっこう）は、宮城県柴田郡川崎町にある公立中学校。

## 概要
川崎町中心部、川崎町役場の北西へ中心部の集落より少し離れた場所にある。学校周辺はほとんど建物がなかったが、西に かわさきこども園 が開園している。北は北川と林、南はほぼ畑と田んぼで、自然に囲まれて教育を受けられる場所となっている。

## 学区
- 川崎町立川崎小、川崎第二小学区
  - 旧本砂金小学校学区は仙台市立秋保中学校への越境通学となっている。
  - 旧前川小学校学区のうち青根地区は蔵王町立遠刈田中学校への越境通学となっている[1]。

## 沿革
- 1947年（昭和22年）4月1日 - 川崎村立川崎中学校として開校（川崎小学校構内に設置）[2]
- 1948年（昭和23年）
  - 5月3日 - 町制施行により、川崎町立川崎中学校に改称[2]
  - 8月31日 - 現在地に校舎一部移転[2]
- 1951年（昭和26年）7月14日 - 移転完了[2]
- 1968年（昭和43年）11月 - プール完成[3]
- 1973年（昭和48年）7月10日 - 体育館が火災で半焼[2]
- 1974年（昭和49年）
  - 9月1日 - 新校舎完成[2]
  - 11月1日 - 新体育館完成[2][3]
- 1990年（平成2年）8月 - プール新築完成[3]

## 目標
- 思いやりと奉仕の精神に満ちた生徒【思いやり】
- 心身ともに健康で活動意欲のある生徒【健康】
- 知性に富み創造性と先見性のある生徒【知性】
- ふるさとを愛し地域に貢献する生徒【郷土愛】

## 部活動
- 野球部
- サッカー部
- 女子バレーボール部
- バスケットボール部
- ソフトテニス部
- 卓球部
- 剣道部
- 柔道部
- 吹奏楽部 - 近年はARABAKI ROCK FEST.にアーティスト参加している

その他総合文化部や美術部が過去にあったが現在廃部となっている。

## 所在地
- 宮城県川崎町大字前川字伊勢原12

## アクセス
- かわさき町民バス「川崎中学校前」下車 徒歩4分
- タケヤ交通 仙台西部ライナー「かわさきまち」・かわさき町民バス「役場前」下車 徒歩8分
- 宮城交通 川崎-仙台駅前・ミヤコーバス 川崎-大河原駅「荒町」下車 徒歩9分、「川崎役場前」下車 徒歩10分
- 山形自動車道 宮城川崎インターチェンジ より車で5分